# Pedroma
Pedroma est une localité de Sao Tomé-et-Principe située à l'est de l'île de São Tomé, dans le district de Cantagalo. C'est une ancienne roça.

## Climat
Pedroma est dotée d'un climat tropical de type As selon la classification de Köppen. Les précipitations y sont bien plus importantes en hiver qu'en été. La moyenne annuelle de température est de 23,4 °C et celle des précipitations de 1 738 mm.

## Population
Lors du recensement de 2012, 184 habitants y ont été dénombrés.

## Roça
De type roça-terreiro – organisée autour d'un espace central –, elle possédait un hôpital. Il n'en subsiste qu'un grand séchoir.